# Martin Strutz
Martin Strutz (* 20. März 1961 in Klagenfurt am Wörthersee) ist ein österreichischer Politiker (FPK). Er war Mitglied der Kärntner Landesregierung Haider III und war von 2006 bis 2008 der 3. Landtagspräsident des Kärntner Landtags.

## Ausbildung und Beruf
Martin Strutz besuchte die Volksschule und das Gymnasium in Klagenfurt, wo er 1981 maturierte. Er studierte im Anschluss Publizistik und Kommunikationswissenschaften mit dem Studienschwerpunkt Public Relations sowie Politikwissenschaften an der Universität Salzburg. 1987 wurde Strutz promoviert.
Ab 1987 war Strutz Klubsekretär der Freiheitlichen Nationalratsfraktion im Parlament. Er war als Referent schwerpunktmäßig in den Bereichen Verfassung, Inneres und Öffentlicher Dienst tätig. Zudem betraute er einzelne Agenden des damaligen Bundesparteiobmannes Jörg Haider. Nachdem Jörg Haider 1989 zum Kärntner Landeshauptmann gewählt worden war, wechselte Strutz als persönlicher Sekretär des Landeshauptmannes nach Kärnten und wird seitdem der sog. Haiders Buberlpartie zugerechnet.

## Politik
Mit seinem beruflichen Wechsel nach Kärnten übernahm Strutz 1989 ein Mandat als Landtagsabgeordneter. Zudem wurde er 1989 auch Pressesprecher der FPÖ Kärnten. 1991 stieg er als Nachfolger von Jörg Freunschlag zum hauptberuflichen Klubobmann der FPÖ Kärnten auf. Strutz war zunächst von 1989 bis 2004 Landtagsabgeordneter der FPÖ und von 1989 bis 1991 Obmann des Ausschusses für Tourismus und Gewerbe. Von 1991 bis 1994 war er Obmann des Finanz- und Wirtschaftsausschusses und 1999 bis 2004 Vorsitzender des Ausschusses für Rechts-, Verfassungs-, Volksgruppen- und Immunitätsangelegenheiten. Von 2001 bis 2005 war er Landesparteiobmann der FPÖ in Kärnten.
2005 holte ihn Jörg Haider an Stelle des ausgeschiedenen Karl Pfeifenberger in die Landesregierung. Strutz wurde am 21. Februar 2005 angelobt und übernahm die Ressorts Schulen und Bildung, Arbeitsmarkt, Wohnbau, Kultur, Naturschutz, Landesplanung, Raumordnungs- und Gemeindeplanungsrecht, Landeslehrer und Landesbedienstete, Tierschutzrecht sowie Bergwacht. Strutz trat im Frühjahr 2005 wie fast alle Kärntner FPÖ-Mandatare zum BZÖ über und war ab 2005 1. Landeshauptmannstellvertreter. Mit dem 9. November 2006 schied Strutz aus der Landesregierung aus und wechselte wieder in den Landtag. Am 13. Dezember 2006 wurde er zum Dritten Präsidenten des Kärntner Landtages gewählt.
Martin Strutz wurde von 2008 bis 2009 gemeinsam mit Stefan Petzner zum BZÖ-Generalsekretär bestellt, Petzner war in dieser Funktion mit einer kurzen Unterbrechung noch bis 2010 tätig.
Strutz verfügt über zahlreiche Funktionen im öffentlichen und privatwirtschaftlichen Bereich. Er war oder ist Aufsichtsratsmitglied der Kärntner Landes- und Hypothekenbank Holding, Mitglied des Kärntner Krankenanstaltenfonds, Vorstandsmitglied der Sir Karl Popper-Foundation, Aufsichtsrat der Krankenanstalten-Betriebsgesellschaft sowie im Vorstand des Kärntner Bildungswerk und der Freiheitlichen Akademie.
Strutz folgte am 23. November 2010 Gernot Darmann als Nationalratsabgeordneter und gehörte dem Nationalrat bis 28. Oktober 2013 an.
Am 16. Dezember 2009 spaltete sich das Kärntner BZÖ vom Bundes-BZÖ ab und strebt als FPK eine enge Kooperation mit der FPÖ an. Beide Parteien blieben weiter eigenständig mit eigenen Gremien, bis die FPK sich der FPÖ wieder anschloss.
Nach seinem Ausscheiden aus dem Nationalrat wurde er Büroleiter des Klagenfurter Bürgermeisters Christian Scheider, nach dessen Abwahl arbeitete Strutz bis Oktober 2015 in der Magistratsdirektion der Stadt Klagenfurt. Nach eigenen Angaben ist er seit 2011 selbständiger PR-Berater.
Ämter (Auswahl)
- Landeshauptmannstellvertreter Landesregierung Haider III
- Abgeordneter im XXIV. Nationalrat
- Kärntner Landtagsabgeordneter (26. Periode)
- Kärntner Landtagsabgeordneter (27. Periode)
- Kärntner Landtagsabgeordneter (28. Periode)
- Kärntner Landtagsabgeordneter (29. Periode)
- Kärntner Landtagsabgeordneter (30. Periode)

## Privates
Martin Strutz ist geschieden.